# Redfall
Redfall é um jogo eletrônico de ação e aventura de tiro em primeira pessoa desenvolvido pela Arkane Austin, publicado pela Bethesda Softworks, e distribuído pela Microsoft. Foi lançado em 2 de maio de 2023 para Microsoft Windows e Xbox Series X/S. O jogo é descrito como uma experiência imersiva de tiro em mundo aberto na qual pode ser jogada solo ou em cooperativo.
Seu desenvolvimento iniciou em 2017, logo após o lançamento de Prey, sob a liderança de Harvey Smith, diretor e roteirista de Dishonored e Dishonored 2. Após a saída de Raphaël Colantonio da Arkane Austin em junho de 2017, Smith se mudou da Arkane Lyon para assumir a liderança do estúdio Texano, assumindo o cargo de diretor de estúdio e diretor de criação, com Ricardo Bare, líder designer de Prey, ficando como co-diretor de criação.

## Jogabilidade
Redfall é um jogo eletrônico de ação-aventura de tiro em primeira pessoa com mundo aberto. Ele combina elementos de jogos anteriores da Arkane Studios, como o design de sim imersivo, podendo ser jogado sozinho ou em até quatro jogadores.
O jogador escolherá a partir de uma linha de heróis não convencionais, cada um com suas próprias habilidades únicas e armas especializadas, e enfrentará as legiões de vampiros, sendo os inimigos do jogo.
A aventura poderá ser feita sozinha, construindo um dos quatro personagens escolhido em torno do jogo solo, ou haverá a opção de escolher o personagem mais adequado ao gosto do jogador para completar uma lista de heróis em até quatro jogadores no cooperativo.

## Premissa

### Sinopse
A serena cidade na ilha de Redfall (cidade fictícia), em Massachusetts, foi cercada por uma legião de vampiros, que bloquearam o sol e isolaram a ilha do mundo exterior. Presos junto de um punhado de sobreviventes em embate com inimigos diabólicos que ameaçam sugar todo o sangue da cidade, os protagonistas se unem para tentar escapar desse pesadelo com vida.

### Personagens
Os quatro protagonistas do jogo são jogáveis e possíveis de escolher para a campanha: Jacob Boyer - um ex-militar, atirador de elite, amante de roupas escuras e um com um de vampiro; Devinder Crousley - um inventor e investigador paranormal que é famoso na internet; Remi de La Rosa - uma engenheira de combate que possui um companheiro robô chamado Bribón; e Layla Ellison - uma ex-universitária biomédica que contém poderes de telecinética.
Cada um dos personagens possui suas próprias armas e habilidades específicas, como Jacob, que pode ficar invisível por um curto período e utilizar de seu rifle sniper para atirar em uma longa distância; Layla, que tem uma arma em formato de guarda-chuva capaz de fazer objetos e a física levitarem; Devinder, que possui uma arma em formato de estaca para eliminar vampiros; e Remi, que possui uma arma que congela vampiros, além do seu robô lhe auxilia em combate.

## Desenvolvimento e lançamento
O conceito de Redfall veio do ano de 2007, quando a Arkane Studios anunciou The Crossing, um novo jogo de tiro em primeira pessoa para Windows e Xbox 360 cuja premissa tentaria unificar seu modo de jogo para Single player e Multijogador em um só, onde os jogadores poderiam ter sua campanha narrativa segmentada de múltiplos jogadores ao vivo no mesmo mundo. Devido às dificuldades de colocar a ideia em prática na época, The Crossing foi cancelado em 2009, para que a Arkane pudesse se focar em LMNO, um novo título da Electronic Arts criado pelo produtor executivo Steven Spielberg.
Mais tarde, foi falado que a ideia empregada em The Crossing era de tentar encontrar uma maneira de fundir um jogo de campanha dirigido por uma narrativa com elementos de multijogador, com jogadores controlados por humanos para tomar o lugar de alguns inimigos na campanha solo. Essa técnica foi apelidada de "crossplayer" pela Arkane. Raphaël Colantonio, o diretor-executivo da Arkane Studios na época, disse que, como estúdio, eles queriam experimentar um jogo multiplayer, mas sentiram que a abordagem do gênero na maioria dos jogos era "sem sentido" e estavam dispostos a explorar uma fórmula diferente.
Alguns meses após o lançamento de Prey em 2017, Colantonio decidiu por sair da Arkane Studios, onde naquele período atuava como diretor de estúdio e diretor de criação da Arkane Austin, no Texas. Em seu lugar, Harvey Smith, diretor de criação de Dishonored, Dishonored 2 e Dishonored: Death of the Outsider, fez a transição do estúdio Arkane Lyon para a Arkane Austin, assumindo a liderança da equipe para criar um jogo original.
Ricardo Bare sendo designer líder de Prey, assumiu o cargo de co-diretor de criação desse novo jogo. Durante a transmissão da QuakeCon 2018, Bare afirmou que seus projetos futuros estavam voltados para a ideia multiplayer que eles haviam imaginado em The Crossing, onde a Arkane queria fornecer uma função multijogador perfeita ao lado de conteúdo para um jogador. Redfall foi desenvolvido somente pela Arkane Austin, enquanto a Arkane Lyon estava desenvolvendo Deathloop.
O título teve sua marca registrada pela editora Bethesda Softworks em 2018, onde na época pensava-se que Redfall seria o subtítulo para o sexto capítulo da série The Elder Scrolls da Bethesda Game Studios. Em junho de 2021, foi revelado que Redfall estava em produção total há pelo menos quatro anos, quando teve sua produção total iniciada poucos meses após a estreia de Prey. O estúdio Id Software, parte das subsidiárias do Xbox Game Studios, (sendo gerenciadas pela ZeniMax Media) forneceu suporte para a Arkane Austin com o setor de animação e na parte técnica.
Redfall foi anunciado durante a E3 2021 na conferência de imprensa da Microsoft chamada Xbox & Bethesda Games Showcase, com data de lançamento para o inverno de 2022 no Brasil. O título foi o último jogo a ser apresentado durante a transmissão do evento, com um Trailer em CGI.
Após o evento, no site oficial do jogo, Bare publicou uma nota a respeito de Redfall, citando querer "criar uma experiência que os jogadores sentissem que tem o DNA da Arkane, mas com a opção de jogar com os amigos desta vez", e mais tarde dizendo que para isso criaram "heróis com personalidades fortes e origens distintas", capazes de "fortalecer a experiência do jogo enquanto evoluem ao longo da jogatina". Em 12 de maio de 2022, foi anunciado que o lançamento do jogo havia sido adiado para o primeiro semestre de 2023.